# Trin
Trin ([tʁin]ⓘ, deutsch und bis 1943 offiziell Trins) ist eine politische Gemeinde im Schweizer Kanton Graubünden. Die Gemeinde, die zur Region Imboden gehört, ist in drei Ortsteile unterteilt: Trin Dorf, Trin Mulin  und Trin Digg .

## Geographie

Luftbild aus 800 m von Walter Mittelholzer (1923); links unten Trin Digg, mittig oben Trin Dorf

Die Gemeinde liegt etwa 12 Kilometer westlich der Kantonshauptstadt Chur in der Südflanke des Massives, welches vom Ringelspitz und dem Crap Mats überragt wird. Das Massiv ist Teil der Glarner Alpen.
Das Gemeindegebiet reicht vom Vorderrhein (600 m) bis hinauf zum 3247 Meter hohen Ringelspitz. Auf einer Höhe von 800 bis 900 m liegen die drei Dörfer Trin, Digg und Mulin.
Trin liegt an der Hauptstrasse zwischen Chur und dem Oberalppass. Das Dorf Trin und der Ortsteil Digg werden seit 1994 durch einen zwei Kilometer langen Tunnel vom Durchgangsverkehr entlastet. Die Anbindung an den öffentlichen Verkehr erfolgt durch die Postautolinie zwischen Chur und Laax. Die Siedlung Digg unterhalb der Oberländer Strasse wird nicht durchfahren. In Mulin verläuft die Hauptstrasse ebenfalls etwas oberhalb der Siedlung.
Hier verläuft auch der grösste Bach. Im oberen Teil des Hochtals von Bargis noch Aua da Mulins genannt und im Sommer oft im Kies versickernd, heisst er im steilen Val Turnigla nunTurnigla, bevor er in einem engen Felseinschnitt bei Mulin die grosse Schwemmebene des Flem erreicht. Hier lag früher die Sägemühle. Das Wasser wird heute gut 120 Höhenmeter oberhalb der Strasse gefasst und im Kraftwerk Pintrun turbiniert.
Der Crestasee liegt zur Hälfte auf dem Gemeindegebiet von Trin; die andere Hälfte gehört zu Flims.
Die Senda Sursilvana, ein Fernwanderweg entlang des jungen Rheins, führt vom Rheinzusammenfluss in Reichenau-Tamins her unterhalb von Trin Dorf durch den steil abfallenden Steilhang Ruvreu und durch die Siedlung von Trin Digg und von dort weiter zur Aussichtsplattform Il spir über der Ruinaulta im Flimser Grosswald. Nochmals 150 Höhenmeter unterhalb dieses Weges liegt die Bahnstation Trin der Bahnstrecke Reichenau-Tamins–Disentis/Mustér, deren Regionalzüge im Stundentakt in Richtung Disentis/Mustér oder Chur-Scuol verkehren. Nahe beim Bahnhof überspannt die Punt Ruinaulta den Rhein.

## Geschichte
Der Ort ist erstmals Mitte des 12. Jahrhunderts urkundlich als ad Turunnio belegt. Der Name geht wahrscheinlich auf einen vorrömischen, um die Silbe -ūno erweiterten Wortstamm *taur- zurück, der sich auch in anderen Ortsnamen findet.
Urgeschichtliche Schalensteine wurden östlich der Burgruine Canaschal und auf Tignuppa (Crap Tignus) nordwestlich des Dorfes, Fragmente bronzezeitlicher und römischer Gefässe auf Crap Sogn Parcazi, Certosafibel mit runder Scheibe aus der Eisenzeit auf Alp Mora gefunden.
Intensiver Landesausbau erfolgte ab dem Frühmittelalter mit einer Reihe von Aussensiedlungen, unter anderem das noch im frühen 20. Jahrhundert bewohnte Pintrun . Im Früh- und Hochmittelalter führte der Weg ins Bündner Oberland unter Umgehung von Flims über Digg –Pintrun–Conn –Tuora–Sagogn nach Ilanz. Im Frühmittelalter lag vermutlich ein Königsgut in Digg. Die Burg Canaschal, ein östlich der Dorfkirche gelegenes Vorwerk von Crap Sogn Parcazi, wurde im 15. Jahrhundert aufgegeben. 1616 kaufte sich Trin von der Herrschaft Trins los.
Zur Pfarrei Trin gehörte bis 1459 Tamins. Die Pfarrkirche St. Pankratius frühmittelalterlichen Ursprungs auf Crap Sogn Parcazi, eine befestigte Kirchenburg mit Baptisterium, soll gemäss Überlieferung um 750 von Pippin erbaut worden sein. Sie wurde im Hochmittelalter zugunsten der Dorfkirche aufgegeben, deren Patron St. Germanus 1459 erstmals erwähnt wird. 1535 trat die Gemeinde zur Reformation über. Im Jahr 2000 waren 58 Prozent der Bevölkerung reformiert. Flur-, Wald-, Alp- und Gemeindeordnungen wurden 1567, 1616 und 1789 erlassen, eine strenge Bannwaldordnung um 1780. Ein ausgedehntes Bewässerungsnetz mit aufgehängten Wasserleitungen war im 17. Jahrhundert am Crap Sogn Parcazi zu finden.
Bis ins 19. Jahrhundert standen verschiedene Gewerbebetriebe an der Turnigla in Mulin. Im 19. Jahrhundert fand eine starke Auswanderung statt, insbesondere der Familie Caflisch nach Italien. Viele Männer waren saisonal als Bauleute in Kurorten tätig. Zu Beginn des 21. Jahrhunderts bildeten Gewerbe, der Bau von Ferienhäusern und eine gut funktionierende Landwirtschaft die wirtschaftliche Basis von Trin. Eine Güterzusammenlegung erfolgte bisher nicht. 69 Prozent der Erwerbstätigen arbeiteten 2000 auswärts, vor allem in Domat/Ems.
Trin bildet einen Oberstufenschulverband mit Tamins und verfügt über ein eigenes Elektrizitätswerk. Grosse Belastungen durch den Durchgangsverkehr ins Bündner Oberland – an Spitzentagen fuhren bis zu 18'000 Fahrzeuge durch Trin – wurden durch die 1995 eröffnete Umfahrungsstrasse mit Tunnelführung südlich der Ortschaft behoben.

## Wappen
| Wappen von Trin | Blasonierung: «In Gold (Gelb) über schwarzem Zinnentor vier sechsstrahlige rote Sterne»                                                                |
| Wappen von Trin | Grundlage des Wappens war ein Gemeindesiegel, das jedoch vereinfacht übernommen und in den Farben der Herrschaft Hohentrins und Hewen gestaltet wurde. |

## Bevölkerung
| Bevölkerungsentwicklung | Bevölkerungsentwicklung | Bevölkerungsentwicklung | Bevölkerungsentwicklung | Bevölkerungsentwicklung | Bevölkerungsentwicklung | Bevölkerungsentwicklung | Bevölkerungsentwicklung | Bevölkerungsentwicklung | Bevölkerungsentwicklung | Bevölkerungsentwicklung | Bevölkerungsentwicklung | Bevölkerungsentwicklung |
| ----------------------- | ----------------------- | ----------------------- | ----------------------- | ----------------------- | ----------------------- | ----------------------- | ----------------------- | ----------------------- | ----------------------- | ----------------------- | ----------------------- | ----------------------- |
| Jahr                    | 1803                    | 1850                    | 1900                    | 1930                    | 1950                    | 1980                    | 1990                    | 2000                    | 2005                    | 2013                    | 2020                    |                         |
| Einwohner               | 686                     | 919                     | 755                     | 661                     | 695                     | 830                     | 922                     | 1108                    | 1142                    | 1276                    | 1479                    |                         |

### Sprachen

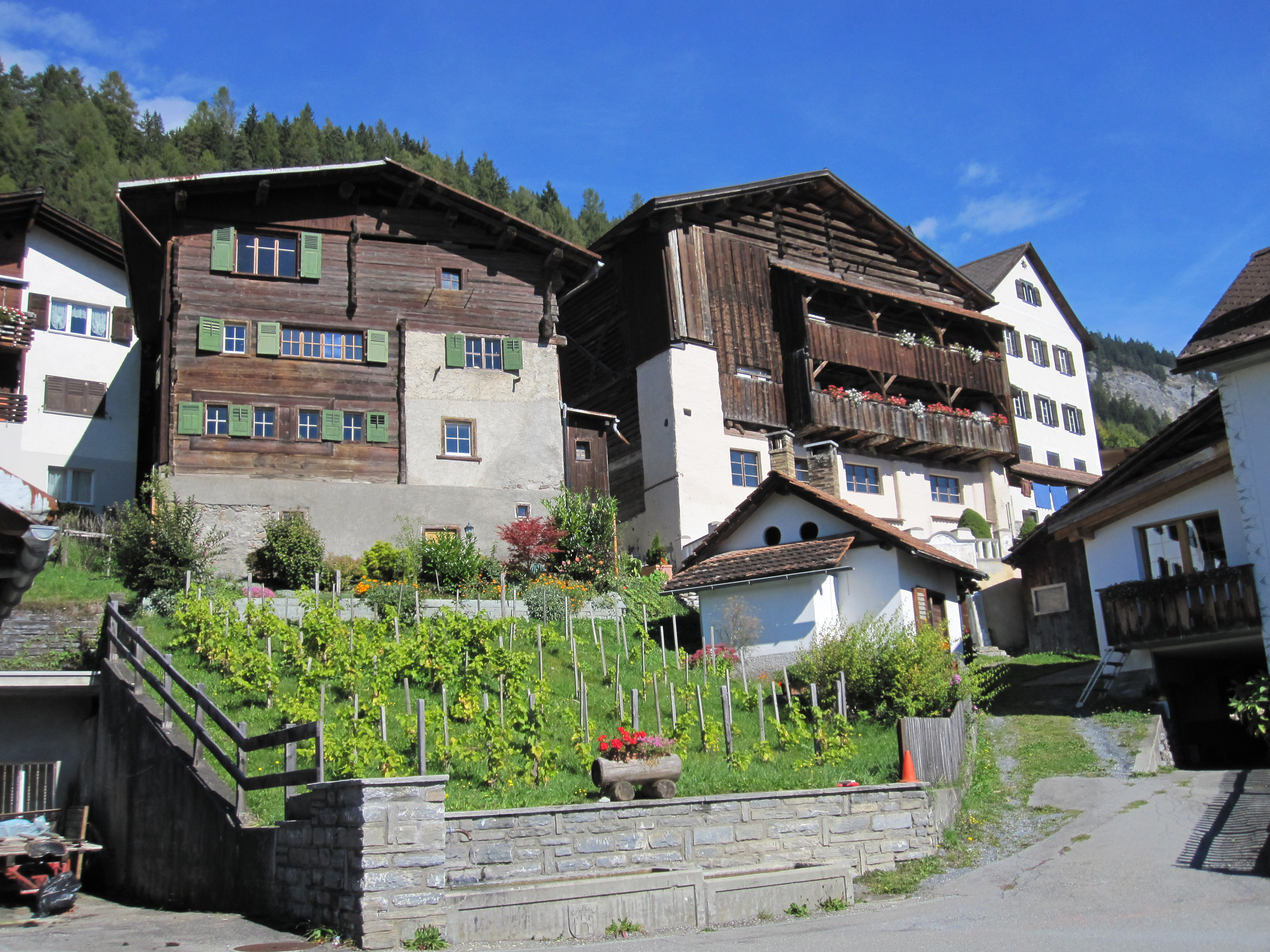
Weinreben vor historischen Häusern in Trin

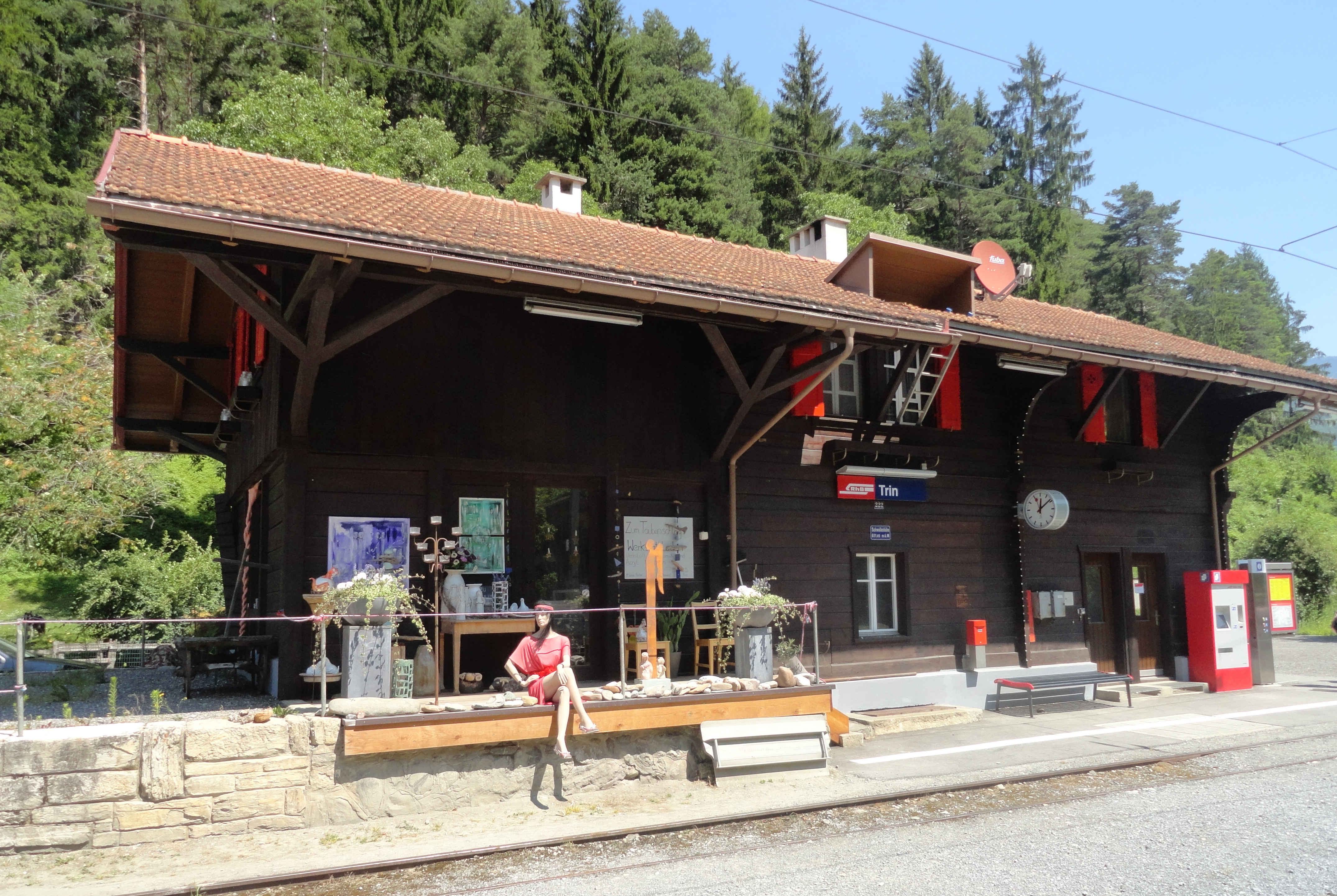
Bahnhof Trin

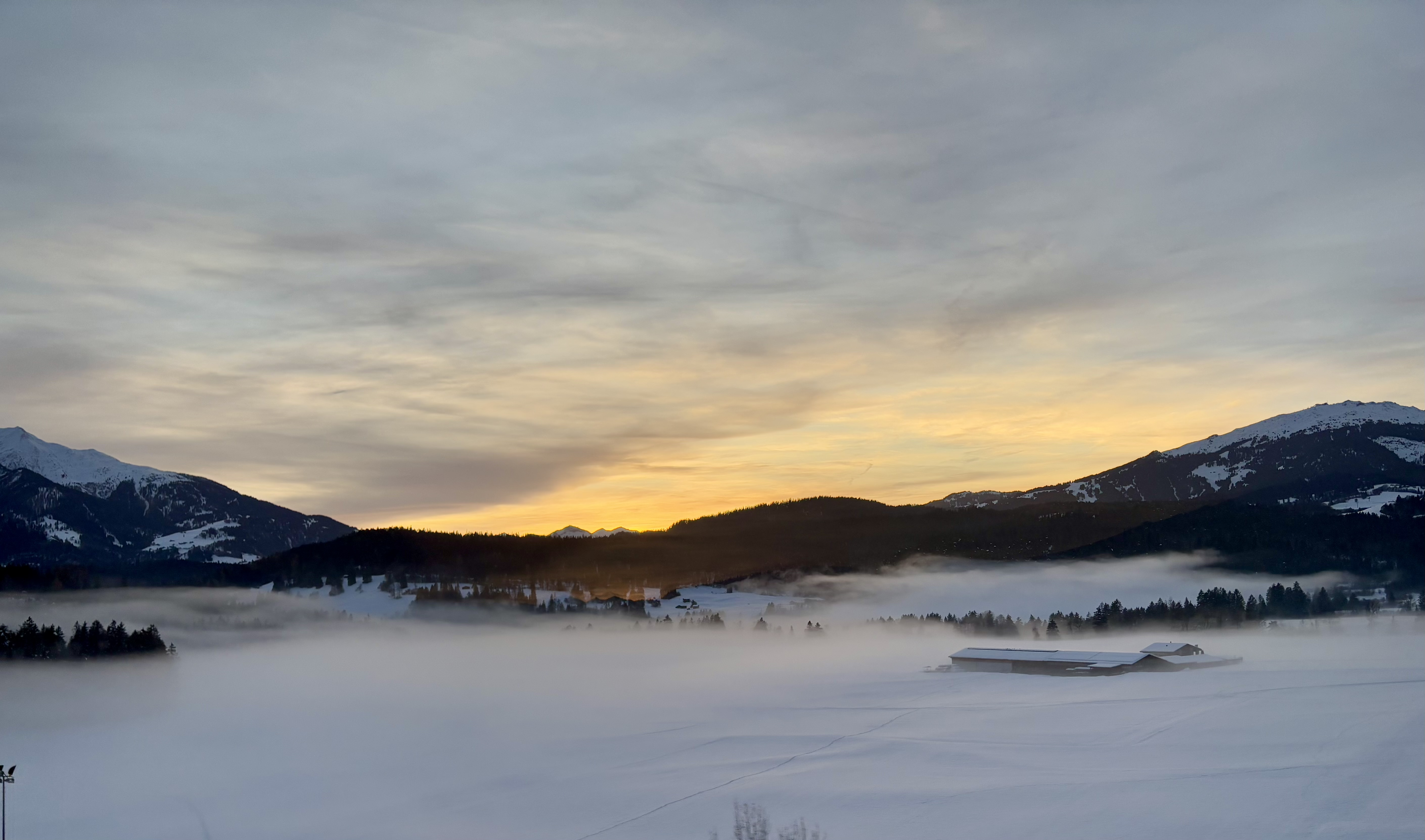
Bei Trin im November

Trin, Luftbild von Werner Friedli (1957)

Bis in die Mitte des 19. Jahrhunderts sprach die gesamte Einwohnerschaft eine bündnerromanische Mundart. Obwohl dies eine mittelbündnerische Mundart war, wurde traditionell in allen Gemeinden des Bezirks Imboden das Surselvische als Schriftsprache gebraucht. In dieser Eigenschaft ähnelten sie den Gemeinden Bergün und Filisur, wo ebenfalls mittelbündnerische Mundarten in Gebrauch waren bzw. sind, als Schriftsprache aber das Oberengadinische (dort, historisch gesehen, hauptsächlich aus konfessionellen Gründen) in Gebrauch war.
Der Sprachanteil des Romanischen sank von 1880 bis 1910 von 95,6 Prozent auf 87,7 Prozent. Bis zum Ende des Zweiten Weltkriegs blieben die Romanischsprachigen eine schrumpfende Mehrheit (1941: 75,4 Prozent). Danach breitete sich Deutsch immer mehr aus, doch der Sprachwechsel erfolgte erst in den 1980er-Jahren. Im Jahr 2000 verstanden immer noch 41,3 Prozent der Einwohner Romanisch. Trin ist neben Domat/Ems die einzige Gemeinde im Bezirk Imboden, in welcher Deutsch und Romanisch Behördensprache ist. In der bilingualen Primarschule lernen ausserdem sämtliche Schüler Rätoromanisch. Die Entwicklung der vergangenen Jahrzehnte zeigt folgende Tabelle:
| Sprachen in Trin GR |                   |                   |                   |                   |                   |                   |
| Sprachen            | Volkszählung 1980 | Volkszählung 1980 | Volkszählung 1990 | Volkszählung 1990 | Volkszählung 2000 | Volkszählung 2000 |
| Sprachen            | Anzahl            | Anteil            | Anzahl            | Anteil            | Anzahl            | Anteil            |
| Deutsch             | 340               | 40,96 %           | 566               | 61,39 %           | 806               | 72,74 %           |
| Rätoromanisch       | 379               | 45,66 %           | 270               | 29,28 %           | 219               | 19,77 %           |
| Italienisch         | 59                | 7,11 %            | 23                | 2,49 %            | 33                | 2,98 %            |
| Einwohner           | 830               | 100 %             | 922               | 100 %             | 1108              | 100 %             |

### Herkunft und Nationalität
Von den Ende 2005 1142 Bewohnern waren 1013 (= 88,70 %) Schweizer Staatsangehörige. Ende 2013 betrug die Wohnbevölkerung 1276, wovon 1077 Schweizer Staatsangehörige waren.

## Brauchtum
Jeweils anfangs Oktober werden die Muntinadas begangen.

## Sehenswürdigkeiten
- Punt Ruinaulta in der Rheinschlucht
- Festungsmuseum Sperre Trin
- Solarwohnhäuser, Architekt: Andrea Rüedi[10]
- Reformierte Kirche Trin
- Crap Sogn Parcazi
- Ruine Canaschal

## Bilder

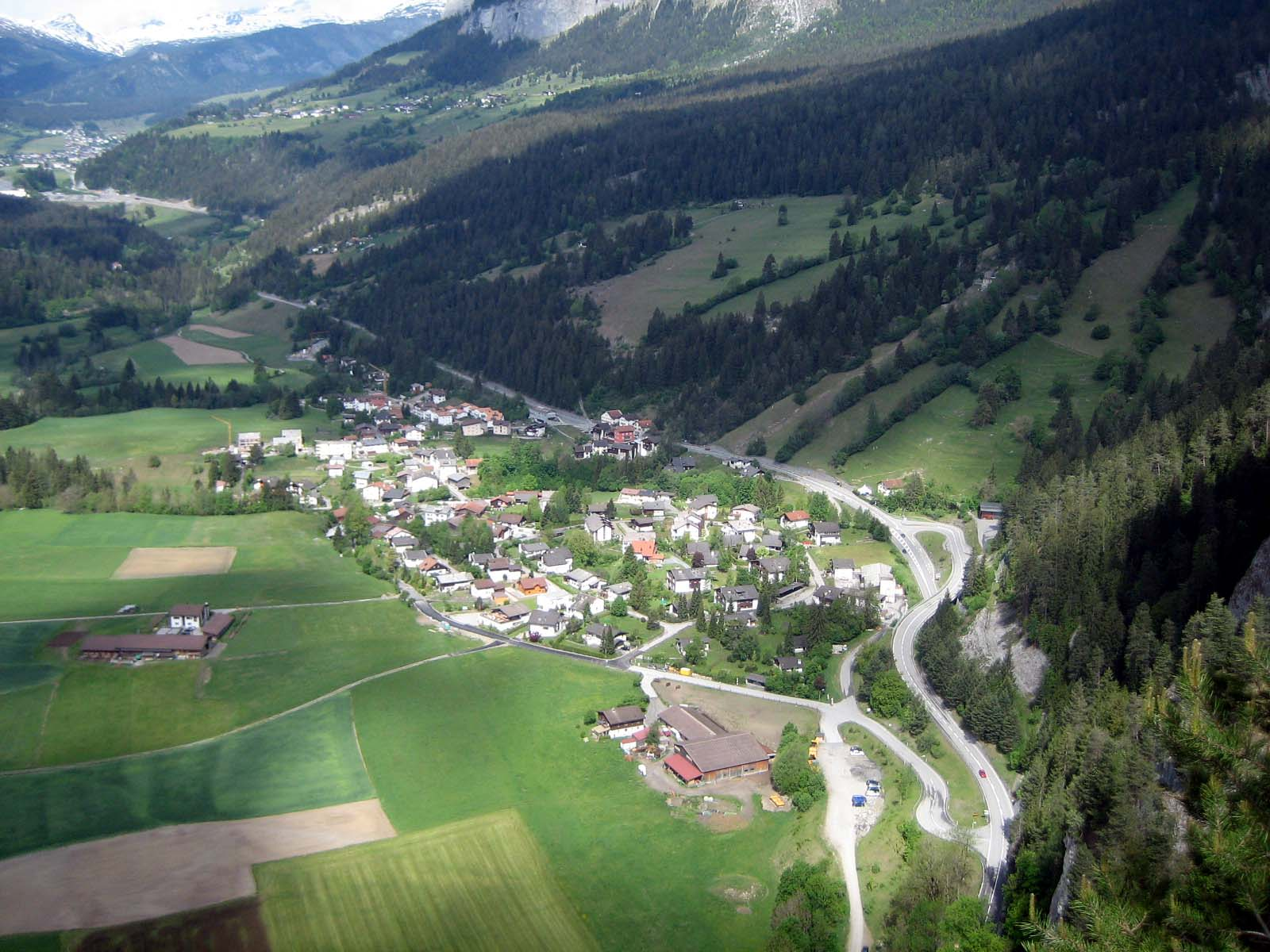
Trin Mulin
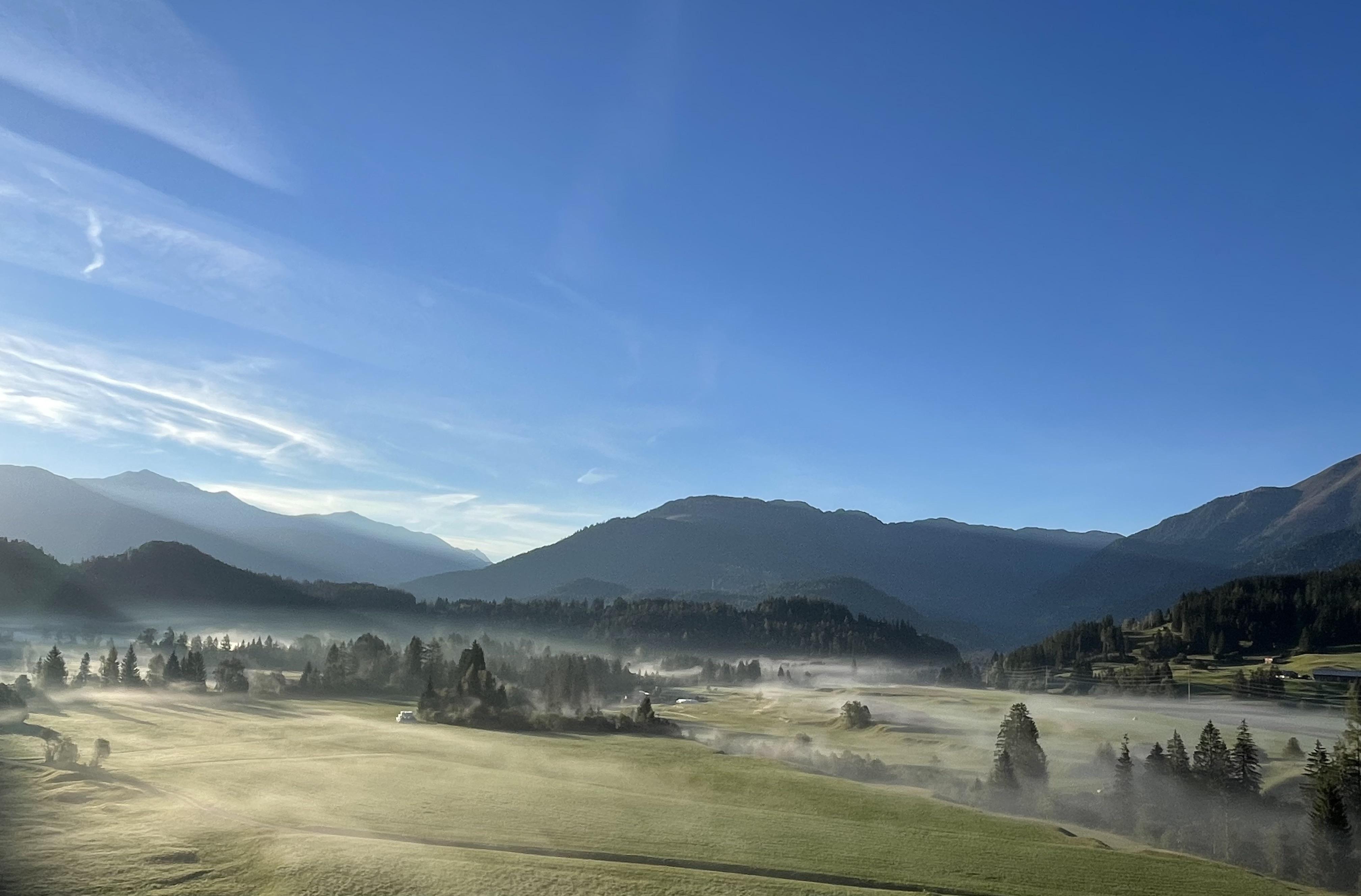
Ebene von Trin
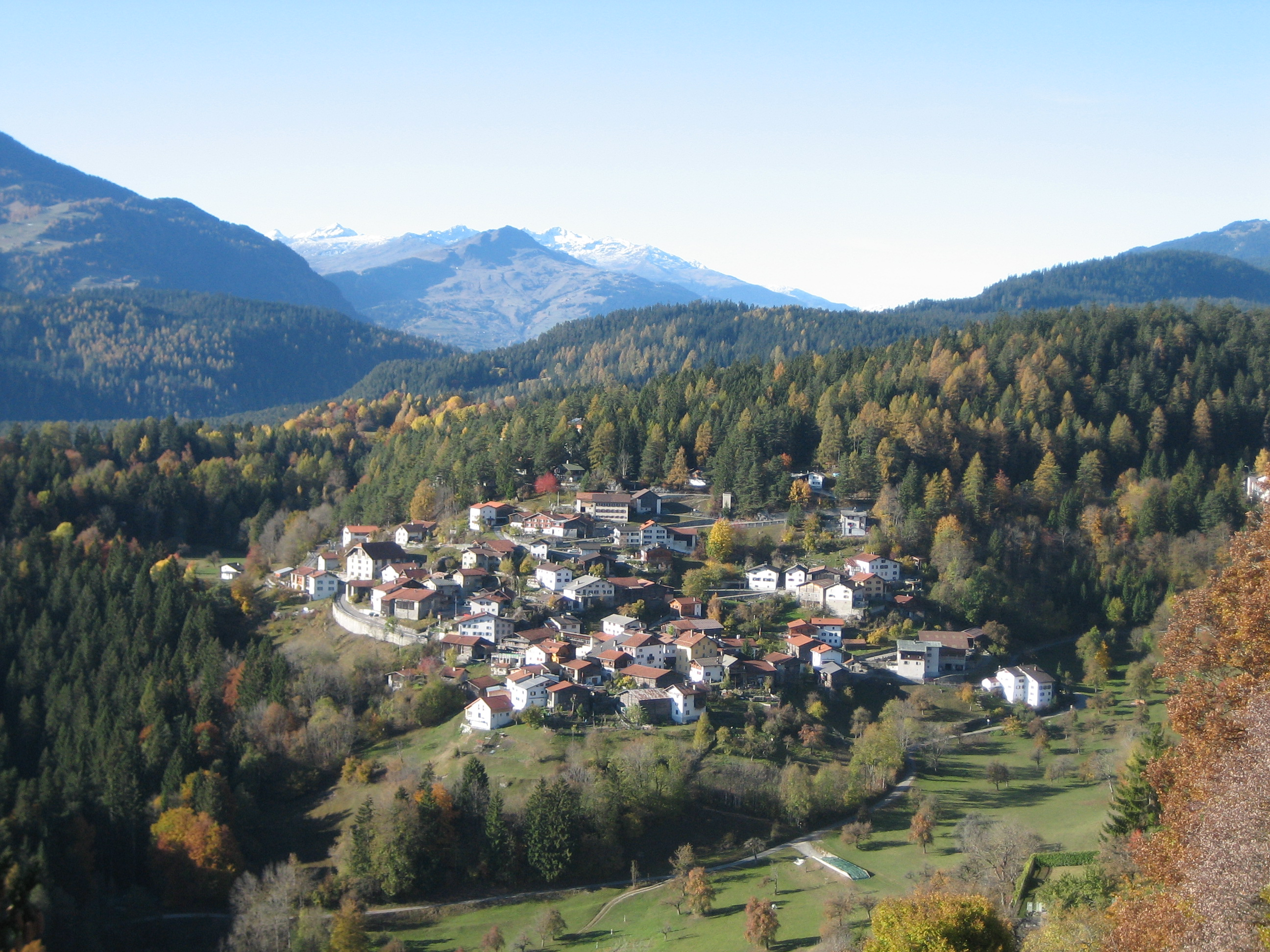
Trin Digg

## Persönlichkeiten
- Johannes Caprez (1701–1777), evangelischer Geistlicher und Pietist, der sich für die Herrnhuter Brüdergemeine einsetzte.
- Peter Peyer (* 1965), Grossrat und Regierungsrat (SP)